# George Chaloupka
George Chaloupka OAM (* 6. September 1932 in Týniště nad Orlicí, Tschechoslowakei; † 18. Oktober 2011 in Darwin, Australien) war ein tschechisch-australischer Erforscher der Felsmalereien der Aborigines.

## Leben
Jiří Chaloupka wuchs zusammen mit zwei Brüdern in Týniště nad Orlicí auf. Der jüngere Bruder verstarb früh. Nach der Machtübernahme der Kommunisten wanderte Jiří Chaloupka zusammen mit seinem älteren Bruder 1948 über Deutschland nach Australien aus, wo er zunächst in Perth, dann in Melbourne und schließlich in Darwin lebte. Seit 1973 war er als Kustos am Northern Territory Museum tätig und dokumentierte über 3500 Felsmalereien im Kakadu-Nationalpark und Arnhemland.
Zur Förderung und Unterstützung der Forschung und Erhaltung der Felsmalereien im Arnhemland gründete er 2008 die George Chaloupka Fellowship.
In Anerkennung der Verdienste um die Kunst und Kultur der Aborigines wurde er 1990 mit der Medaille des Order of Australia ausgezeichnet. 2001 erhielt er die Centenary Medal.